# Tachys bryanti
Tachys bryanti är en skalbaggsart som beskrevs av Carl Hildebrand Lindroth. Tachys bryanti ingår i släktet Tachys och familjen jordlöpare. Inga underarter finns listade i Catalogue of Life.